# Micrantheum serpentinum
Espèce
Micrantheum serpentinum est une espèce de plantes à fleurs de la famille des Picrodendraceae. C'est un arbuste ou un petit arbre endémique de Tasmanie.

## Description
M. serpentinium est un arbuste qui atteint jusqu'à 3 mètres de hauteur. Les feuilles font de 5 à 9 mm de long et de 1,5 à 3,3 mm de large.  Les fleurs jaune-verdâtre apparaissent généralement au printemps (de septembre à novembre). Les fleurs mâles et femelles apparaissent sur la même plante. Elles sont situées à la base des feuilles et sont solitaires ou en petits groupes. Le fruit est jaune-brun, de forme ovale, de 3 à 3,3 mm de long et 2,3 à 2,7 mm de large. Les fruits ont une excroissance violet-noir à l'extrémité et arrivent à maturité en été (environ janvier).